# Green (àlbum)
Green és el sisè àlbum d'estudi de la banda estatunidenca R.E.M.. Es va publicar el 7 de novembre de 1988 per Warner Bros. Records amb la coproducció de Scott Litt. En aquest treball van seguir experimentant musicalment, van incorporar instruments nous, i van continuar explorant sobre temes polítics en les seves lletres. Aquest treball fou un èxit tan comercialment com de la crítica, i van realitzar una gira internacional que va durar pràcticament un any.

## Producció
Amb la publicació de Document (1987) es va complir el contracte entre R.E.M. i I.R.S. Records. La banda no estava satisfeta amb la repercussió que havia obtingut fins aquell moment, especialment en la distribució dels seus discs fora dels Estats Units, i la banda va anunciar que no renovaria pel segell discogràfic en començar l'any 1988. Llavors van estudiar totes les ofertes d'altres discogràfiques que havien rebut al llarg d'aquests anys i van escollir Warner Bros. Records, no tan per l'oferta econòmica sinó per poder disposar de total llibertat creativa.
Aquest treball trencava lleugerament amb tot el compost prèviament, de fet, sempre explicaven que aquestes cançons no eren les típiques de R.E.M. i que van intentar experimentar amb el seu so: tonalitat menor, tempo mig i més enigmàtic. També van incloure entre els nous instruments l'acordió, el violoncel o la lap steel guitar. Ràpidament van començar a treballar en un nou disc enregistrant les primeres demos amb les mescles de Robbie Collins, Buren Fowler i David LaBruyere. Pocs mesos després van enregistrar les principals cançons a l'Ardent Studios Studio de Memphis, ja amb la producció de Scott Litt, i passat l'estiu van completar aquest procés als Bearsville Sound Studios de Bearsville (Nova York). La idea era dividir l'àlbum en dues cares, la primera més elèctrica i la segona més acústica, però la manca de material acústic va comportar un canvi de plantejament.
La portada fou creada pel pintor minimalista estatunidenc Jon McCafferty. Les còpies promocionals de l'àlbum mostraven el títol i l'artista en relleu i el número "4" sobre de les dues "R" de R.E.M. i Green. El color i la textura imiten l'escorça dels arbres, tot i que el títol del disc significa verd (Green), el color de la portada és groc ataronjat. El motiu d'això és que en mirar fixament la portada durant uns segons, en tancar els ulls provoca que aparegui una imatge negativa de color verd. Aquest fou el primer àlbum de la banda a incloure les lletres de les cançons, malgrat que només de la cançó «World Leader Pretend».

## Publicació i recepció
Green es va publicar el 7 de novembre de 1988 al Regne Unit, i un dia després va aparèixer als Estats Units, coincidint amb el dia de les eleccions presidencials dels Estats Units de 1988, que van aprofitar per criticar el candidat republicà George H.W. Bush i lloar el candidat demòcrata Michael Dukakis. L'àlbum fou certificat amb doble disc de platí als Estats Units i disc d'or al Regne Unit, i va arribar al dotzè lloc de la llista estatunidenca. Van superar els quatre milions de còpies venudes internacionalment. Alguns mitjans van destacar aquest disc com un dels millors de tota la història, concretament, The Times el va incloure en el lloc 70 de la llista dels 100 millors de tota la història (1993), i NME en el 274 lloc dels 500 millors àlbums de la història.
Per donar suport al disc van realitzar una gira mundial al llarg de tot l'any 1989, la gira més llarga i més treballada que havien realitzat fins al moment. Destaca el fet que van realitzar molts més concerts fora dels Estats Units. Per tancar la gira després d'onze mesos, van realitzar un concert especial al Fox Theater d'Atlanta, on van interpretar al complet i per ordre els seus primer i darrer àlbums, Murmur i Green. Diversos concerts de la gira van ser filmats per poder publicar un àlbum de vídeos titulat Tourfilm (1990). Degut al desgast acumulat van decidir prendre's un any sabàtic.
L'àlbum va ser remasteritzat l'any 2013 coincidint amb el seu 25è aniversari, en el qual s'hi va afegir l'àlbum en directe Live in Greensboro (1989), i addicionalment van publicar l'EP Live in Greensboro pel Record Store Day.

## Llista de cançons
Totes les cançons foren escrites i compostes per Bill Berry, Peter Buck, Mike Mills i Michael Stipe. 
| 1.            | «Pop Song 89»            | 3:04  |
| 2.            | «Get Up»                 | 2:39  |
| 3.            | «You Are the Everything» | 3:41  |
| 4.            | «Stand»                  | 3:10  |
| 5.            | «World Leader Pretend»   | 4:17  |
| 6.            | «The Wrong Child»        | 3:36  |
| Durada total: | Durada total:            | 20:27 |

| 1.            | «Orange Crush»          | 3:51  |
| 2.            | «Turn You Inside-Out»   | 4:16  |
| 3.            | «Hairshirt»             | 3:55  |
| 4.            | «I Remember California» | 4:59  |
| 5.            | «Untitled»              | 3:10  |
| Durada total: | Durada total:           | 20:11 |

| 1.            | «Stand»                                                         | 3:01   |
| 2.            | «The One I Love»                                                | 3:18   |
| 3.            | «So. Central Rain (I'm Sorry)» (cançó extra descàrrega digital) | 3:39   |
| 4.            | «Turn You Inside Out»                                           | 4:09   |
| 5.            | «Belong»                                                        | 4:09   |
| 6.            | «Exhuming McCarthy»                                             | 3:14   |
| 7.            | «Good Advices»                                                  | 3:11   |
| 8.            | «Orange Crush»                                                  | 3:41   |
| 9.            | «Feeling Gravitys [sic] Pull» (cançó extra descàrrega digital)  | 6:18   |
| 10.           | «Cuyahoga»                                                      | 4:11   |
| 11.           | «These Days»                                                    | 3:36   |
| 12.           | «World Leader Pretend»                                          | 4:13   |
| 13.           | «I Believe»                                                     | 4:14   |
| 14.           | «I Remember California» (cançó extra descàrrega digital)        | 5:23   |
| 15.           | «Get Up»                                                        | 2:34   |
| 16.           | «Life and How to Live It»                                       | 4:23   |
| 17.           | «It's the End of the World as We Know It (And I Feel Fine)»     | 4:32   |
| 18.           | «Pop Song 89»                                                   | 3:10   |
| 19.           | «Fall on Me»                                                    | 2:56   |
| 20.           | «You Are the Everything»                                        | 4:29   |
| 21.           | «Begin the Begin»                                               | 3:38   |
| 22.           | «King of Birds» (cançó extra descàrrega digital)                | 5:09   |
| 23.           | «Strange» (cançó extra descàrrega digital)                      | 2:44   |
| 24.           | «Low»                                                           | 5:19   |
| 25.           | «Finest Worksong»                                               | 3:43   |
| 26.           | «Perfect Circle»                                                | 4:08   |
| Durada total: | Durada total:                                                   | 103:02 |

| 1.            | «So. Central Rain (I'm Sorry)» | 3:39  |
| 2.            | «Feeling Gravitys [sic] Pull»  | 6:18  |
| 3.            | «Strange»                      | 2:44  |
| 4.            | «King of Birds»                | 5:09  |
| 5.            | «I Remember California»        | 5:23  |
| Durada total: | Durada total:                  | 23:13 |

## Posició en llistes
| Llista (1988) | Posició | Certificacions |
| ------------- | ------- | -------------- |
| Austràlia     | 16      |                |
| Canadà        | 14      | 2x Platí       |
| Estats Units  | 12      | 2x Platí       |
| Regne Unit    | 27      | Platí          |

## Crèdits
| R.E.M. - Bill Berry – bateria, percussió, veus addicionals, baix - Peter Buck – guitarra, mandolina, bateria - Mike Mills – baix, teclats, acordió, veus addicionals - Michael Stipe – cantant Músic addicionals - Bucky Baxter – pedal steel guitar - Peter Holsapple – guitarra, teclats - Keith LeBlanc – percussió - Jane Scarpantoni – violoncel | Producció - R.E.M. – producció - Thom Cadley – enginyeria - George Cowan – enginyeria - Jay Healy – enginyeria - Tom Laune – enginyeria - Jem Cohen – fotografia - Scott Litt – producció, enginyeria - Bob Ludwig – masterització - Jon McCafferty – packaging i fotografia - Michael Stipe – packaging i fotografia - Frank Olinsky – packaging - Michael Tighe – fotografia |